# Miloš Krayzel
Miloš Krayzel (* 1961) je bývalý český hokejový útočník.

## Hokejová kariéra
V československé lize hrál za TJ Vítkovice. V roce 1981 získal s Vítkovicemi československý mistrovský titul. Ve druhé lize hrál i za TJ Meochema Přerov. S reprezentací Československa získal zlatou medaili na Mistrovství Evropy juniorů v ledním hokeji 1979. Reprezentoval Československo na Mistrovství světa juniorů v ledním hokeji 1981, kde tým skončil na 4. místě.

## Klubové statistiky
| Sezona    | Klub               | Soutěž  | Základní část | Základní část | Základní část | Základní část | Základní část |
| Sezona    | Klub               | Soutěž  | Z             | G             | A             | B             | TM            |
| --------- | ------------------ | ------- | ------------- | ------------- | ------------- | ------------- | ------------- |
| 1979/1980 | TJ Vítkovice       | 1. liga | 8             | 1             | 0             | 1             | 6             |
| 1980/1981 | TJ Vítkovice       | 1. liga | 29            | 6             | 11            | 17            | 4             |
| 1981/1982 | TJ Vítkovice       | 1. liga | 32            | 6             | 9             | 15            | -             |
| 1984/1985 | TJ Meochema Přerov | 2. liga | -             | 2             | -             | -             | -             |